# Chéu
Chéu és un municipi francès, situat al departament del Yonne i a la regió de Borgonya - Franc Comtat. L'any 2007 tenia 524 habitants.

## Demografia

### Població
El 2007 la població de fet de Chéu era de 524 persones. Hi havia 212 famílies, de les quals 56 eren unipersonals (48 homes vivint sols i 8 dones vivint soles), 72 parelles sense fills, 72 parelles amb fills i 12 famílies monoparentals amb fills.
La població ha evolucionat segons el següent gràfic:
Habitants censats

### Habitatges
El 2007 hi havia 251 habitatges, 213 eren l'habitatge principal de la família, 12 eren segones residències i 26 estaven desocupats. 236 eren cases i 10 eren apartaments. Dels 213 habitatges principals, 172 estaven ocupats pels seus propietaris, 34 estaven llogats i ocupats pels llogaters i 7 estaven cedits a títol gratuït; 3 tenien una cambra, 18 en tenien dues, 37 en tenien tres, 46 en tenien quatre i 109 en tenien cinc o més. 162 habitatges disposaven pel capbaix d'una plaça de pàrquing. A 85 habitatges hi havia un automòbil i a 104 n'hi havia dos o més.

### Piràmide de població
La piràmide de població per edats i sexe el 2009 era:
| Homes | Edats   | Dones |
| ----- | ------- | ----- |
| 0     | 95 o +  | 0     |
| 0     | 90 a 94 | 0     |
| 4     | 85 a 89 | 4     |
| 8     | 80 a 84 | 8     |
| 0     | 75 a 79 | 8     |
| 8     | 70 a 74 | 12    |
| 16    | 65 a 69 | 12    |
| 16    | 60 a 64 | 12    |
| 4     | 55 a 59 | 4     |
| 8     | 50 a 54 | 8     |
| 12    | 45 a 49 | 4     |
| 32    | 40 a 44 | 20    |
| 12    | 35 a 39 | 16    |
| 28    | 30 a 34 | 24    |
| 12    | 25 a 29 | 20    |
| 8     | 20 a 24 | 0     |
| 0     | 15 a 19 | 8     |
| 12    | 10 a 14 | 32    |
| 16    | 5 a 9   | 4     |
| 20    | 0 a 4   | 16    |

## Economia
El 2007 la població en edat de treballar era de 321 persones, 239 eren actives i 82 eren inactives. De les 239 persones actives 222 estaven ocupades (117 homes i 105 dones) i 17 estaven aturades (4 homes i 13 dones). De les 82 persones inactives 25 estaven jubilades, 22 estaven estudiant i 35 estaven classificades com a «altres inactius».

### Ingressos
El 2009 a Chéu hi havia 215 unitats fiscals que integraven 547 persones, la mediana anual d'ingressos fiscals per persona era de 16.351 €.

### Activitats econòmiques
Dels 20 establiments que hi havia el 2007, 1 era d'una empresa extractiva, 1 d'una empresa alimentària, 2 d'empreses de fabricació d'altres productes industrials, 3 d'empreses de construcció, 4 d'empreses de comerç i reparació d'automòbils, 2 d'empreses d'hostatgeria i restauració, 5 d'empreses de serveis i 2 d'empreses classificades com a «altres activitats de serveis».
Dels 5 establiments de servei als particulars que hi havia el 2009, 1 era un guixaire pintor, 1 fusteria, 1 electricista, 1 perruqueria i 1 restaurant.
L'únic establiment comercial que hi havia el 2009 era una fleca.
L'any 2000 a Chéu hi havia 6 explotacions agrícoles.

## Equipaments sanitaris i escolars
El 2009 hi havia una escola elemental.

## Poblacions properes
El següent diagrama mostra les poblacions més properes.